# セルスタンバイ問題
セルスタンバイ問題（セルスタンバイもんだい）とは、携帯電話やスマートフォンで3G回線を受信できる設定にした状態で、アプリケーションを動作させていないにもかかわらずバッテリーの消費が急速に進んでしまう問題である。
3G端末が主流となって以降、MVNO事業者のSIMカードを使った場合に多数報告されるようになった。

## 概要
3G（W-CDMA）端末は、通信網を利用する端末内の音声通話部回路とデータ通信部回路は別々にキャリア電波を検知する方式になっている。そのため、挿入されたSIMカードがデータ通信専用の場合、音声通話の受信待ち受け（セルスタンバイ）ができず、一部の端末は電波検知しようとするために無駄に出力を上げ続けてしまうことが原因で電力を激しく消費するようになる。
対策として、データ通信回線ではなく音声通話回線を利用するSMSを送受信する機能が付いたSIMカードを利用する、SIMフリーの端末を使うことが挙げられる。